# Кирил Метков
Кирил Метков (болг. Кирил Метков, нар. 1 лютого 1965, Софія, Болгарія) — болгарський футболіст, що грав на позиції півзахисника.
Виступав, зокрема, за клуб «Локомотив» (Софія), а також національну збірну Болгарії.

## Клубна кар'єра
У дорослому футболі дебютував 1983 року виступами за команду клубу «Локомотив» (Софія), в якій провів вісім сезонів, взявши участь у 216 матчах чемпіонату. Більшість часу, проведеного у складі софійського «Локомотива», був основним гравцем команди.
Згодом з 1992 по 1994 рік грав у складі команд клубів ЦСКА (Софія) та «Гамба Осака».
Завершив професійну ігрову кар'єру у клубі «Славія» (Софія), за команду якого виступав протягом 1996 року.

## Виступи за збірну
1989 року дебютував в офіційних матчах у складі національної збірної Болгарії. Протягом кар'єри у національній команді, яка тривала 5 років, провів у формі головної команди країни лише 9 матчів.

## Стиль гри
Володів відмінним дриблінгом, високою технікою та швидкістю, гострою передачею, легко обігрував гравців команди-суперниці.

## Клубна статистика
| Клубні виступи | Клубні виступи | Клубні виступи | Ліга  | Ліга | Кубок            | Кубок            | Кубок ліги      | Кубок ліги      | Загалом | Загалом |
| Сезон          | Клуб           | Ліга           | Матчі | Голи | Матчі            | Голи             | Матчі           | Голи            | Матчі   | Голи    |
| Японія         | Японія         | Японія         | Ліга  | Ліга | Кубок Імператора | Кубок Імператора | Кубок Джей-ліги | Кубок Джей-ліги | Загалом | Загалом |
| -------------- | -------------- | -------------- | ----- | ---- | ---------------- | ---------------- | --------------- | --------------- | ------- | ------- |
| 1993           | Гамба Осака    | Джей-ліга      | 10    | 2    | 2                | 0                | 7               | 2               | 19      | 4       |
| 1994           | Гамба Осака    | Джей-ліга      | 0     | 0    | 0                | 0                | 0               | 0               | 0       | 0       |
| Країна         | Японія         | Японія         | 10    | 2    | 2                | 0                | 7               | 2               | 19      | 4       |
| Загалом        | Загалом        | Загалом        | 10    | 2    | 2                | 0                | 7               | 2               | 19      | 4       |

## Статистика у збірній
| національна збірна Болгарії | національна збірна Болгарії | національна збірна Болгарії |
| Рік                         | Матчі                       | Голи                        |
| --------------------------- | --------------------------- | --------------------------- |
| 1989                        | 1                           | 0                           |
| 1990                        | 0                           | 0                           |
| 1991                        | 3                           | 0                           |
| 1992                        | 2                           | 0                           |
| 1993                        | 3                           | 0                           |
| Загалом                     | 9                           | 0                           |

## Досягнення
ЦСКА (Софія)
- Професіональна футбольна група А
  -  Чемпіон (1): 1991/92

- Кубок Болгарії
  -  Володар (1): 1992/93

Славія (Софія)
- Професіональна футбольна група А
  -  Чемпіон (1): 1995/96

- Кубок Болгарії
  -  Володар (1): 1995/96